# Slaget på Skillingehed
Slaget på Skillingehed blev udkæmpet mellem svenske og danske rytterstyrker den 21. februar 1612 under Kalmarkrigen. Skillingehed, på svensk Kölleryds hed, ligger nær Skällinge i Halland.
Christian IV havde forsøgt at indtage Gullbergs fæstning ved Göteborg, men da det ikke lykkedes, hærgede han i Västergötland i stedet. Som modsvar hærgede de svenske styrker under hertug Johan og Jesper Mattsson Krus i det nordlige Halland og indtog og nedbrændte Ny Varberg. Den danske styrke vendte om for at drive svenskerne ud, og de to styrker mødtes nær Varberg. Den større svenske styrke vandt, og adskillige danske adelsmænd faldt under flugten, heriblandt Steen Olufsen Rosensparre, Frants Rantzau og Christian Barnekow. Det fortælles, at kongens hest under flugten sad fast, hvorefter Barnekow overlod sin hest til kongen og selv blev hugget ned af de forfølgende svenskere, mens kongen undslap til Varberg. Denne historie kendes dog ikke i samtiden og nævnes ikke i H.P. Resens ligprædiken over Barnekow.